# Kam Franklin

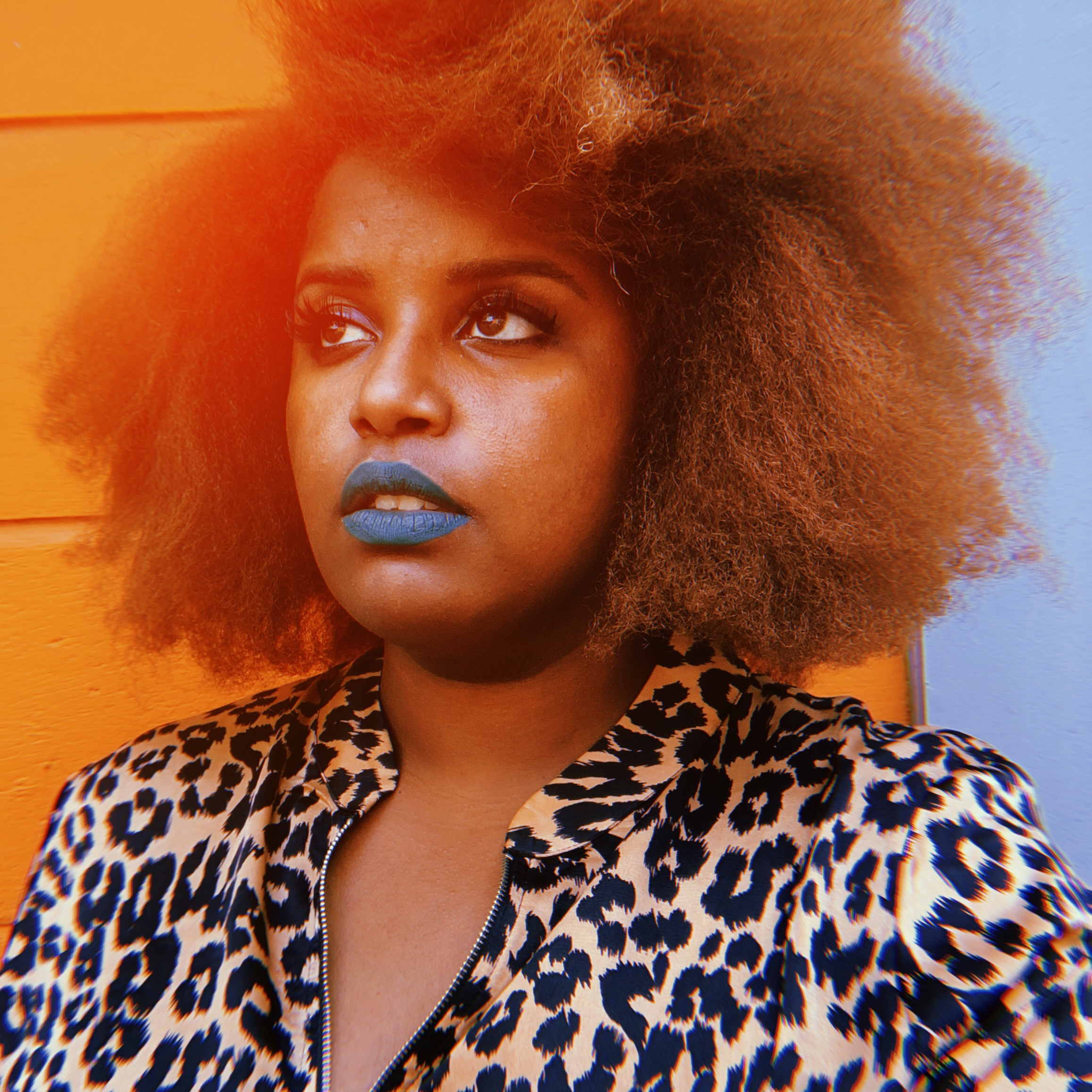
Zelfportret

Kamerra Kam Franklin (7 juni 1987; Bryan, Texas), is een Amerikaans zangeres, (song)schrijver, activist en spreker. Ze is de leadzangeres van de Houstonse soulband The Suffers. 

## Biografie
Franklin is voornamelijk beïnvloed door soul, country, gospel en reggae. Ze begon haar carrière als achtergrondzangeres en danseres; ze toerde met Jim James (zanger van de band My Morning Jacket) en het Britse duo The Very Best. Verder was haar soulvolle mezzosopraanstem te horen op nummers van uiteenlopende artiesten; o.a. haar rappende stadsgenoten Z-Ro en Fat Tony, americana-rocker Matthew Logan Vasquez (zanger van indierockband Delta Spirit en Christopher Tsagakis (drummer van ska-punkband RX Bandits en supergroep The Sound of Animals Fighting).
Franklin maakte in 2008 haar solodebuut met de EP Bamitskam en ontving dat jaar haar eerste nominatie voor Beste Zangeres bij de Houston Press-awards; pas vier jaar en drie nominaties later wist ze die te verzilveren. Ze had zich dan al aangesloten bij The Suffers dat in de categorieën Beste Nieuwkomer en Beste Ska/Reggae/Dub-act won. In 2014 en 2015 nam Franklin de award voor Beste Lokale Muzikant in ontvangst. Ook was ze te zien in een landelijke campagne van het online-dameskledingmerk ModCloth en in een artikel van Buzzfeed over mode voor plussize vrouwen.
Franklin zong ook bij grote sportevenementen het Amerikaanse volkslied, zoals in augustus 2017 bij een wedstrijd van honkbalteam Houston Astros in het Minute Maid Park. Een maand later vertelde ze in het blad Texas Monthly over haar beslissing om niet te vluchten toen Houston werd getroffen door de de orkaan van Harvey. In 2018 bracht Franklin na tien jaar een tweede solo-EP (Nu Metals) uit en was ze in de film Nothing Really Happens als telefoniste te horen.